# Dybex
Pour les articles homonymes, voir Dynamic.
Dybex S.A. (anciennement Dynamic Visions ou Dynamic Benelux) est une entreprise spécialisée dans la vente d'anime japonais. Elle est fondée en mars 1996 par Jacques Levy, Federico Colpi de Dynamic Planning et Carlo Levy de Studio Mirage, comme représentante de la société japonaise Dynamic Planning. En 2002, les deux sociétés se séparent et la société belge adopte son acronyme « Dybex » comme nouvelle dénomination.
Dybex commença par l'édition de manga, tout à la fin de 1995 avec Takeru de Buichi Terasawa, puis enchaîna sur les VHS en 1996 avec New Cutey Honey. Première société indépendante à lancer sur le marché français des séries TV de longue durée, alors que le marché était principalement dominé par une offre d'OAV et de films, le label s'imposa pour ses choix éditoriaux qui l'amenèrent à sortir la série Neon Genesis Evangelion dès 1997. Dybex passa fin 2001 à l'édition de DVD, en proposant le premier DVD d'animation japonaise en France avec les OAVs de City Hunter.
La diffusion de Neon Genesis Evangelion sur C: en 1997 et sur Canal+ en 1998 marquera le retour, limité à cette époque, de l'animation japonaise dans le paysage audiovisuel français. La série sera suivie à l'antenne de Canal+ par d'autres programmes du même éditeur, notamment Vision d'Escaflowne, Serial Experiments Lain et Cowboy Bebop.
Dybex a aussi eu une activité manga de 1995 à 2003, et publia notamment Cobra et Takeru de Buichi Terasawa, Devilman de Go Nagai, Goldorak de Gosaku Ota et Go Nagai, Getter Robo Go de Go Nagai et Ken Ishikawa, Golden Boy de Tatsuya Egawa, ainsi que 6 volumes de Berserk de Kentaro Miura.

## Cinéma
L'éditeur diffuse parfois certains titres dans les salles obscures, qu'ils soient récents ou plus anciens. On citera notamment Akira, Rebuild of Evangelion, Venus Wars ou encore Never-Ending Man: Hayao Miyazaki avec le concours d'Eurozoom.

## Diffusions par Internet
En 2009, Dybex tente de diversifier ses canaux de diffusion ; il sera le premier éditeur européen à lancer du streaming gratuit sur son site officiel avec Eve no jikan, puis Fullmetal Alchemist: Brotherhood en simulcast via le site Dailymotion.
D'autres séries seront diffusées par le biais de Dailymotion telles que Durarara!!, Dance in the Vampire Bund et de Highschool of the Dead en 2010. Suivront en 2011: Deadman Wonderland et Hetalia. En 2012, l'éditeur offrira encore par ce canal gratuit : Another, Nisemonogatari, Black★Rock Shooter ainsi que les deux saisons de Jormungand. Kids on the Slope rejoindra les programmes diffusés, de même que la seconde saison de Jormungand, Perfect Order. En 2013, elle proposera ses derniers simulcasts diffusés au travers de Dailymotion : Blood Lad et Fate/kaleid liner Prisma Illya.
L'éditeur choisira ensuite de se concentrer sur ses activités d'édition et préférera sous-licencier ses nouvelles séries telles que Rage of Bahamut: Genesis ou Steins;Gate Zero à des diffuseurs spécialisés dans le simulcast.

## Titres diffusés
- Afro Samurai
- Aika
- Ailes Grises
- Alien 9
- Another
- Earth Girl Arjuna
- Arc the Lad
- Area 88
- Ayashi No Ceres
- Berserk
- Kacho-ohji
- Black Rock Shooter
- Blood Lad
- Fate/kaleid liner Prisma Illya
- Blue Submarine N°6
- Brain Powerd
- Boogiepop Phantom
- Captain Herlock : The Endless Odyssey
- Cowboy Bebop
- Cutey Honey
- Cyber City Oedo 808
- Daydream (Ghost Talker's Daydream)
- Dai-Guard
- Dance in the Vampire Bund
- Daphne in the Brilliant Blue
- Deadman Wonderland
- Demon City Shinjuku
- Destiny of Shrine Maiden
- Devil May Cry
- Dirty Pair
- Dna Sights 999.9
- Dokkoider
- Durarara!!
- Earth Girl Arjuna
- Eatman / Eat-Man 98
- Elementalors
- Entre elle et lui
- Ergo Proxy
- Escaflowne - Une fille sur Gaïa
- Evangelion:1.0 / 1.11 You Are (Not) Alone
- Evangelion:2.0 / 2.22 You Can (Not) Advance
- Evangelion:3.0 / 3.33 You Can (Not) Redo
- Eve no jikan
- Excel Saga
- Figure 17
- FLCL
- Fullmetal Alchemist
- Fullmetal Alchemist: Conqueror of Shamballa
- Fullmetal Alchemist: Brotherhood
- Fushigi Yūgi
- Gasaraki
- Gatchaman
- Generator Gawl
- Giant Robo
- Ghost Talker's Daydream
- Godannar !!
- Golden Boy
- Gun X Sword
- Gunbuster
- Gungrave
- Hand Maid May
- Harmagedon
- Hello Kitty
- Hellsing
- Hetalia
- Highschool of the Dead
- Humanoïd Kikaider
- Hunter X Hunter Greed Island
- Hunter X Hunter Greed Island Final
- I wish you were here
- I'll CKBC
- Inu-Yasha
- Jormungand
- Jormungand: Perfect Order
- Jyu Oh Sei
- Kacho Ohji
- Karas
- Kawajiri
- Kids on the Slope
- Kenshin le vagabond
- Kenshin : Requiem pour les Ishin Shishi
- Kenshin Seisou Hen
- Kenshin, Symphonie pour un Vagabond
- Kenshin Tsuioku Hen
- Key the metal idol
- Koi Kaze
- Kyō kara maō!
- L/R Licensed by Royalty
- Les Petites fraises
- Lum - Always My Darling
- Maetel Legend
- Manie Manie
- Mankatsu
- Mars Daybreak
- Nadesico
- Najica Blitz Tactics
- Nanako
- Nasu
- Nazca
- Neon Genesis Evangelion
- Neoranga
- Nicky Larson (City Hunter)
- Ninja Nonsense
- Bakemonogatari
- Nisemonogatari
- Noir
- Orphen
- Outlaw Star
- Pale Cocoon
- Paranoia Agent
- Pet Shop Of Horrors
- Phantom the Animation
- Please! Teacher
- Pretear
- Queen Emeraldas
- Rahxephon
- Rahxephon Le Film
- Read Or Die
- Requiem from the Darkness
- Rupan
- Sadamitsu
- Sakura Mail
- Sakura Wars
- Samurai Champloo
- Serial Experiments Lain
- Shakugan No Shana
- Shamanic Princess
- Someday's Dreamers
- Soul Taker
- Starship Operators
- Strange Dawn
- Street Fighter 2 V
- Texhnolyze
- The Big O
- The Soultaker
- Time of Eve
- Trigun
- Utena - L'apocalypse de l'adolescence
- Vampire Hunter
- Vision d'Escaflowne
- Weathering Continent
- Wicked City
- Wild Arms
- You're Under Arrest the Movie
- Yu Yu Hakusho

## Liens
- Site officiel